# Gran Burylove
Gran Burylove  (ucraniano: Велике Бурилове) es una localidad del Raión de Kotovsk en el Óblast de Odesa de Ucrania. Según el censo de 2001, tiene una población de 108 habitantes.